# Wally Van
Wally Van (27 de septiembre de 1880 – 9 de mayo de 1974) fue un actor y director cinematográfico de nacionalidad estadounidense, activo en la época del cine mudo.

## Biografía
Nacido en New Hyde Park, Nueva York (Estados Unidos), su nombre completo era Wally Van Norstrand. Debutó en el cine en 1913 con When Mary Grew Up, un film de la productora Vitagraph Company of America que protagonizaba Clara Kimball Young. A lo largo de su carrera, Van actuó en 75 filmes entre 1913 y 1925, dirigiendo 42 producciones entre los años 1914 y 1925.
Falleció en Englewood, Nueva Jersey (Estados Unidos), en 1974, a los 93 años de edad.

## Filmografía

### Actor
- When Mary Grew Up, de James Young (1913)
- Cutey and the Twins, de James Young (1913)
- The Dog House Builders, de James Young (1913)
- Bunny's Honeymoon, de Wilfrid North (1913)
- Cutey and the Chorus Girls, de James Young (1913)
- The Fortune, de Wilfrid North (1913)
- Sleuthing, de Bert Angeles (1913)
- Mixed Identities, de William Humphrey (1913)
- Bunny Versus Cutey
- Disciplining Daisy
- Cutey Plays Detective
- Cutey Tries Reporting
- Does Advertising Pay?
- Bunny's Dilemma
- One Good Joke Deserves Another
- One Over on Cutey
- Love's Quarantine
- An Error in Kidnapping
- The Troublesome Daughters
- When the Press Speaks
- Those Troublesome Tresses
- The Feudists, de Wilfrid North (1913)
- Which Way Did He Go?
- Our Wives
- Which?
- Cutey's Waterloo, de James Lackaye (1913)
- The Life Saver, de Wilfrid North (1913)
- The Girl at the Lunch Counter
- The Golf Game and the Bonnet, de George D. Baker (1913)
- The Misadventures of a Mighty Monarch
- The Street Singers
- Timing Cupid
- Cutey's Vacation, de Harry Lambart (1914)
- Doctor Polly
- The Speeder's Revenge
- Art for a Heart
- Love, Luck and Gasoline, de Wilfrid North (1914)
- The Chicken Inspector
- Fanny's Melodrama
- Cutey's Wife
- The Boys of the I.O.U.
- The Widow of Red Rock
- The Persistent Mr. Prince
- Lillian's Dilemma
- The New Stenographer, de Wilfrid North (1914)
- The Win(k)some Widow
- The Band Leader
- Thanks for the Lobster
- The Man Behind the Door, de Wally Van (1914)
- How to Do It and Why; or, Cutey at College
- The Chief's Goat
- The Wrong Girl
- A Man of Parts
- Postponed
- Cutey Becomes a Landlord, de Wally Van (1915)
- Cutey's Sister, de Wally Van (1915)
- Cupid Puts One Over on the Shatchen, de Wally Van (1915)
- Love, Snow and Ice
- The Evolution of Cutey, de Wally Van (1915)
- Insuring Cutey, de Wally Van (1915)
- Welcome to Bohemia
- The Highwayman, de Wally Van (1915)
- Cutey, Fortune Hunting, de Wally Van (1915)
- The Serpent's Tooth, de Wally Van (1915)
- His Fairy God-Mother
- Cutey's Awakening, de Wally Van (1915)
- The Lure of a Widow
- Quits
- You're Next
- Putting Pep in Slowtown
- The Scarlet Runner, de William P.S. Earle y Wally Van (1916)
- East Side - West Side
- The Common Law, de George Archainbaud (1923)
- The Drivin' Fool
- Slave of Desire
- Barriers Burned Away, de W. S. Van Dyke (1925)

### Director
- The Street Singers (1914)
- Doctor Polly (1914)
- Art for a Heart (1914)
- The Chicken Inspector (1914)
- Fanny's Melodrama (1914)
- Cutey's Wife (1914)
- The Boys of the I.O.U.
- The Widow of Red Rock
- The Fates and Flora Fourflush
- Thanks for the Lobster
- The Man Behind the Door (1914)
- How to Do It and Why; or, Cutey at College
- The Chief's Goat
- A Man of Parts
- Postponed
- Cutey Becomes a Landlord
- Cutey's Sister
- Cupid Puts One Over on the Shatchen
- Love, Snow and Ice
- The Evolution of Cutey
- Insuring Cutey
- Welcome to Bohemia
- The Highwayman
- Cutey, Fortune Hunting
- The Serpent's Tooth (1915)
- His Fairy God-Mother
- Cutey's Awakening
- The Lure of a Widow
- Quits
- The Sultan of Zulon
- Hats Is Hats
- Hughey of the Circus
- Levy's Seven Daughters
- When Hooligan and Dooligan Ran for Mayor
- You're Next
- Hughey, the Process Server
- Putting Pep in Slowtown
- Stung! (1916)
- The Scarlet Runner, codirigida con William P.S. Earle (1916)
- False Gods
- The Evil Eye
- Rough Going (1925)